# Abhar e Khorramdarreh (circoscrizione elettorale)
La Circoscrizione di Abhar e Khorramdarreh è un collegio elettorale iraniano istituito per l'elezione dell'Assemblea consultiva islamica. 

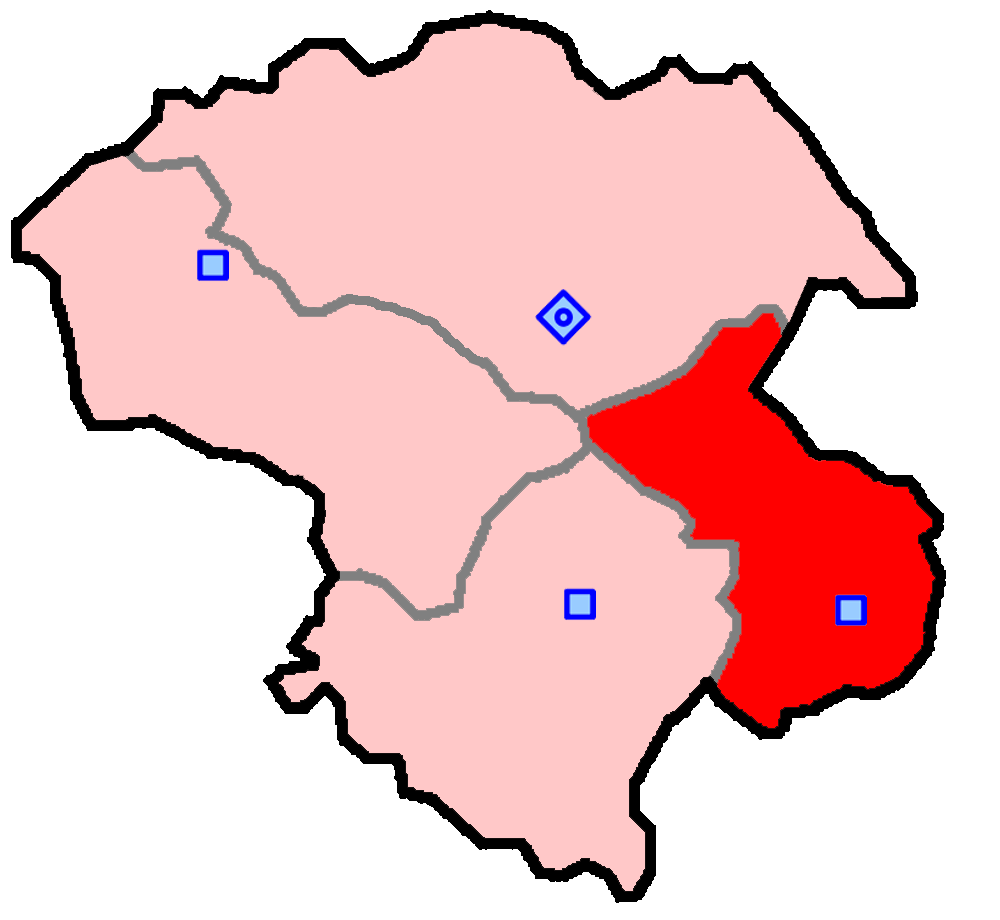
La circoscrizione di Abhar e Khorramdarreh, all'interno della Provincia di Zanjan

## Elezioni
Durante le Elezioni parlamentari in Iran del 2012 viene eletto con il 44.36% dei voti (pari a 52,339 preferenze) Mohammad Reza Khanmohammadi.
Alle Elezioni parlamentari in Iran del 2016 è stato invece l'indipendente Mohammad Azizi, con 25,324 voti al primo turno e 37,693 voti al ballottaggio, a trionfare.